# Innovationsmanagement
Innovationsmanagement [-ˌmænɪdʒmənt] ist die systematische Planung, Steuerung und Kontrolle von Innovationen in Organisationen. Im Unterschied zu Kreativität, die sich mit der Entwicklung von Ideen beschäftigt, ist Innovationsmanagement auch auf die Verwertung von Ideen bzw. deren Umsetzung in wirtschaftlich erfolgreiche Produkte bzw. Dienstleistungen ausgerichtet.
Das Management von Innovationen ist Teil der Umsetzung der Unternehmensstrategie und kann sich auf Produkte, Dienstleistungen, Fertigungsprozesse, Organisationsstrukturen, Managementprozesse u. v. a. m. beziehen. Während Produktinnovationen in der Regel darauf abzielen, die Bedürfnisse von Kunden besser zu befriedigen, sind Prozessinnovationen meist auf Verbesserung von Effektivität und Effizienz betriebsinterner Verfahren ausgerichtet.
Der Begriff des Innovationsmanagements wird traditionell vor allem auf innerbetriebliche und industrielle Vorgänge bezogen. In der wirtschaftswissenschaftlichen Forschung werden derzeit jedoch vermehrt auch die überbetrieblichen Innovationsmanagement-Aspekte untersucht. Betrachtungsobjekte sind z. B. Open Innovation, Systeminnovation, Innovationscluster oder innovative Regionen.

## Innovationsprozess
Damit Ideen zu Innovationen verwertet werden können, muss ein Innovationsprozess durchlaufen werden. Es gibt verschiedene Innovationsprozess-Modelle. Allgemein gefasst besteht das Innovationsprozess-Modell aus folgenden Schritten:
1. Ideengenerierung oder Ideensammlung
2. Ideenbewertung
3. Produktentwicklung
4. Produkttests mit Kunden
5. Produktmarketing
6. Produktvertrieb

Christian Homburg und Harley Krohmer wiederum unterscheiden folgende vier Phasen des Innovationsprozesses:
1. Ideengewinnung und -konkretisierung
2. Konzeptdefinition
3. Konzeptbewertung und -selektion
4. Markteinführung

## Innovationscontrolling
Wie bei der Steuerung ganzer Unternehmen können auch beim Innovationsmanagement Kennzahlen die Planung, Steuerung und Überwachung von Innovationsvorhaben unterstützen und so die Effizienz und die Effektivität der eingesetzten Ressourcen erhöhen. Zum Innovationscontrolling gehört es somit, regelmäßig und systematisch nach Ursachen zu suchen, die die Innovationsbemühungen stören. Nur wenn diese Innovationshemmnisse bekannt sind, lassen sich geeignete Gegenmaßnahmen initiieren.

## Einflussfaktoren
Das Innovationsmanagement wird von vielen Faktoren innerhalb und außerhalb einer Organisation beeinflusst (Innovationsklima). Zu den wichtigsten Einflüssen gehören:
- Branche, Marktsegment und Kundenstruktur
- Produkte, Dienstleistungen und Produktionstechnologie
- Unternehmensstrategie
- Unternehmenskultur, Motivation und Teamarbeit
- Forschung und Entwicklung
- Qualitätsmanagement und andere integrierte Managementmethoden
- Personalmanagement und tarifvertragliche Bestimmungen
- Rechtsrahmen, insbesondere gewerbliche Schutzrechte
- Kooperation mit anderen Unternehmen der Wertschöpfungskette
- Kooperation mit wissenschaftlichen Einrichtungen (Hochschulen, Forschungsinstitute)

## Dienstleistungsinnovation
Die Dienstleistungsinnovation [engl. Service Innovation] ist die Entwicklung einer neuen Dienstleistung. Die Dienstleistungsentwicklung steht im Innovationsprozess auf der gleichen Stufe wie die Produktinnovation, ist jedoch durch einige Besonderheiten gekennzeichnet. Diese resultieren vor allem aus der Immaterialität von Dienstleistungen im Zuge des Wertschöpfungsprozesses (Potenzialdimension) sowie aus der Integration externer Faktoren, insbesondere der Mitarbeit des Kunden bei ihrer Erbringung (Prozessdimension).
Potenzialdimension
Dienstleistungen stellen zunächst Angebote von Leistungspotenzialen dar, d. h. als Bereitschaft zur Leistung im Unterschied zur eigentlichen Leistungserbringung. Während die frühen Entwicklungsphasen von Produkt- und Dienstleistungsinnovation vergleichbar sind (z. B. Ideengenerierung), konzentriert sich die Implementierung der Dienstleistung als Realisierung der zuvor entworfenen Idee in erster Linie auf unterstützende (v. a. personelle, organisatorische, technische) Maßnahmen im Vorfeld ihrer Einführung bzw. Durchführung beim Kunden.
Prozessdimension
Im Sinne des Uno-actu-Prinzip fallen Produktion und Konsum einer Dienstleistung zeitlich zusammen oder die Dienstleistungserbringung ist an materielle Güter gekoppelt, z. B. an Ersatzteile bei Service- und Wartungsleistungen. Eine Dienstleistungsinnovation kann entweder durch die Veränderung des Erbringungsprozesses (bereits bestehende Dienstleistung) oder durch die Entwicklung einer neuen Dienstleistung hervorgebracht werden.

## Innovationsmanagement als externe Dienstleistung
Innovationsmanagement ist nicht nur ein unternehmensinterner Prozess, sondern bindet häufig auch externe Dienstleister mit ein, die jeweils unterschiedliche Beiträge innerhalb der verschiedenen Prozessschritte leisten können.
Für jeden Innovationsprozess sollte zuerst eine Innovationsstrategie festgelegt werden. Hierbei entscheidet man grundlegend zwischen Open-Innovation- und Closed-Innovation-Strategien.
Bei Closed-Innovation-Projekten werden aus unternehmensspezifischen Gründen ausschließlich intern vorhandene Ressourcen zur Projektumsetzung genutzt. Bei Open-Innovation-Projekten werden dagegen neben internen Kapazitäten auch externe Teilnehmer mit eingebunden mit dem Ziel, neue Perspektiven und Erkenntnisse in die eigenen Entwicklungen mit einfließen zu lassen oder Entwicklungsrisiken zu teilen.

## Normung
- DIN EN ISO 56000:2021-10 Innovationsmanagement – Grundlagen und Begriffe (ISO 56000:2020)
- DIN EN ISO 56002:2021-08 Innovationsmanagement – Innovationsmanagementsystem – Leitfaden (ISO 56002:2019)
- DIN ISO/TR 56004:2020-07 Innovationsmanagement Assessment – Leitfaden (ISO/TR 56004:2019)